# Naturschutzgebiet Orlebachtal

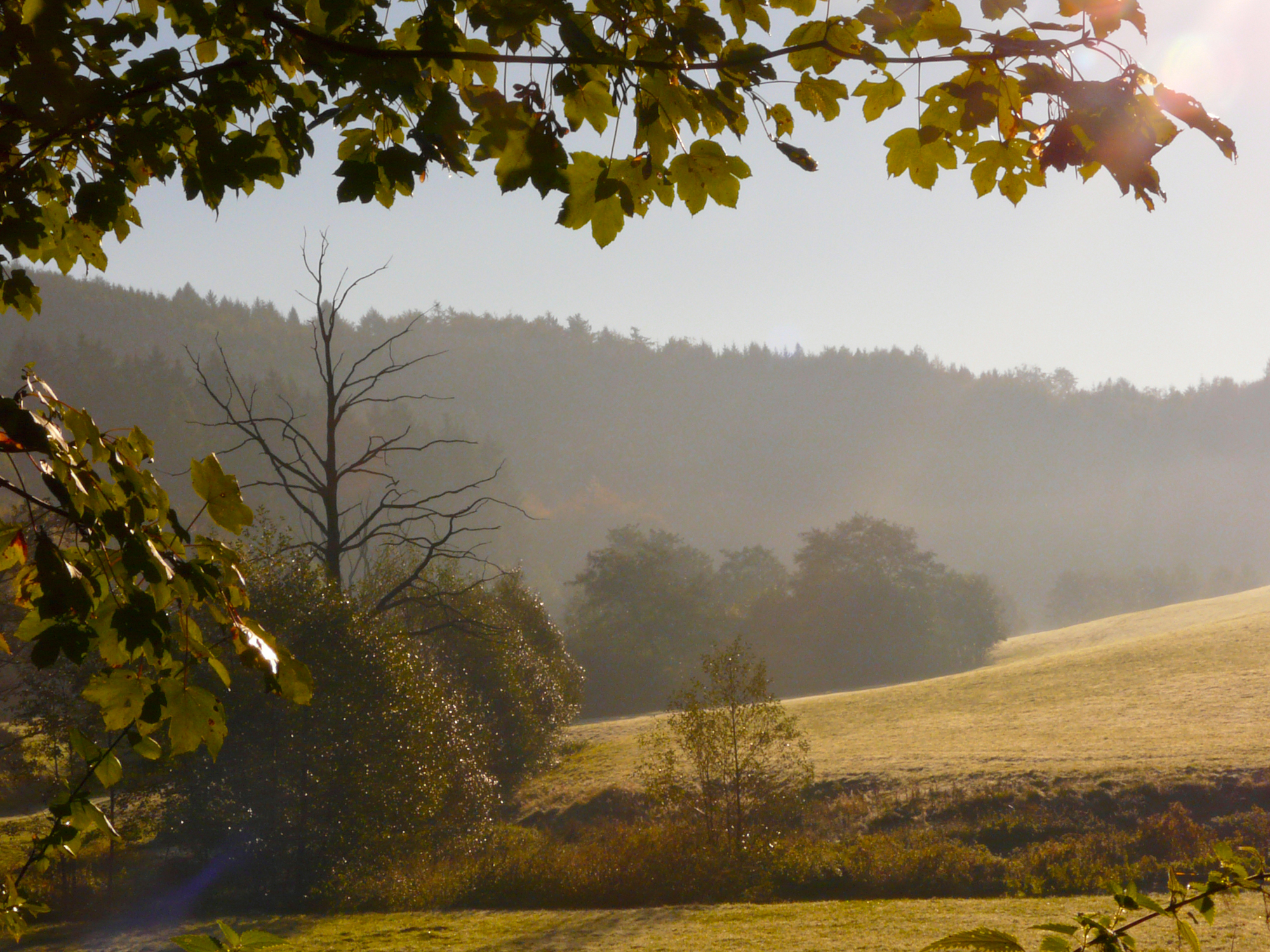
Naturschutzgebiet Orlebachtal

Das Naturschutzgebiet Orlebachtal ist ein 15,10 ha großes Naturschutzgebiet (NSG) östlich bzw. südöstlich vom Schloss Wocklum im Stadtgebiet von Balve im Märkischen Kreis in Nordrhein-Westfalen. Das NSG wurde 1989 vom Kreistag des Märkischen Kreises mit dem Landschaftsplan Nr. 2 Balve-Mitteleres-Hönnetal unter dem Namen Naturschutzgebiet Orlebachtal östlich von Wocklum, Stadt Balve erstmals ausgewiesen. Das NSG wurde 2015 vom Kreistag des Märkischen Kreises mit dem 2. Änderung Landschaftsplan Nr. 2 Balve-Mitteleres-Hönnetal unter dem Namen Orlebachtal erneut ausgewiesen. Die Internet-Seite Naturschätze Südwestfalens bezeichnet das Orlebachtal als „eines der schönsten Mäandertäler weit und breit“. Durch das NSG führt der Orlebachtal - Naturerlebnisweg zwischen Balve und Sorpesee mit 6,3 km Länge. An ihm liegt auch das Naturschutzgebiet Burgberg Wocklum und das Schloss Wocklum.

## Gebietsbeschreibung
Bei dem NSG handelt es sich um Teile des Orlebachtals mit Flussaue in einem Sohlental. Der Orlebach weist ausgeprägten Bachmäander auf. Am Bach befinden sich Prall- und Gleithänge, Uferabbrüche und Auskolkungen. Die Aue wird von Grünland eingenommen, darunter Nass-, Feucht- und Magergrünland. Ufergehölze mit überwiegend Erle befinden sich am Bach. Im Bach kommen Flussmützenschnecke, Bachforelle, Bachneunauge und Groppe vor. Am Bach brüten Eisvogel, Wasseramsel und Gebirgsstelze. Im sauberen und sauerstoffreichen Wasser der Orle kommen Zweigestreifte Quelljungfer und die Blauflügel-Prachtlibelle vor. Noch 1980 wurde der Edelkrebs nachgewiesen. Im Wasser steht der Gewöhnlicher Wasserhahnenfuß. An den Hängen brütet der  Neuntöter. Im Nass- und Feuchtgrünland kommen Flatterbinse, Waldsimse, Sumpf-Vergissmeinnicht, Bachbunge und Flutender Schwaden vor. Auf den dortigen Magerweiden am Hang sind Arten wie Wiesenflockenblume, Harzer Labkraut, Gemeiner Hornklee, Gemeine Schafgarbe, Rundblättrige Glockenblume, Kleines Habichtskraut, Ruchgras und Blutwurz zu finden.
Bis 1994 wurde das Tal intensiv mit Pferden beweidet. Ab 1994 erfolgte die Aufnahme in das Kulturlandschaftsprogramm des Märkischen Kreise aufgenommen. Das Grünland wurde dann mit Rindern mit einem Viehbesatz von zwei Großvieheinheiten bewirtschaftet. Seit 2000 erfolgt eine Mähweidennutzung, bei der erst gemäht wird und im Spätsommer mit Rindern nachbeweidet wird.

## Schutzzweck und Verbote
Das NSG wurde laut Landschaftsplan ausgewiesen:
- „zur Erhaltung und Entwicklung eines Mittelgebirgstales mit gut ausgeprägten Bachmäandern, Ufergehölzen sowie Nass-, Feucht- und Magergrünland als Lebensraum seltener und gefährdeter Tier- und Pflanzenarten;
- wegen der landschaftlichen Schönheit und Einzigartigkeit.“

Es wurden zudem drei besondere Verbote erlassen:
- „das Mähgrünland vor dem 15.06. zu mähen;
- das Weidegrünland mit mehr als 2 GVE/ha/Jahr und in der Zeit vom 01.11. und 30.04. zu beweiden;
- die Erstellung von jagdlichen Einrichtungen und die Durchführung von Hegemaßnahmen (wie z. B. Hochsitze, Wildäsungsflächen, Fütterungen, künstliche Brutstätten) mit Ausnahme der Errichtung von offenen Ansitzleitern und der Wildfütterung in Notzeiten im Sinne der Fütterungsverordnung NRW.“[3]